# 엘라의 모험: 해피엔딩의 위기
《엘라의 모험: 해피엔딩의 위기》(영어: Happily N'Ever After)은 2006년 공개된 미국의 애니메이션 영화이다.

## 출연
- 사라 미셸 겔러 : 엘라 역
- 프레디 프린즈 주니어 : 릭 역
- 앤디 딕 : 맘보 역
- 월리스 쇼운 : 멍크 역
- 패트릭 워버튼 : 왕자 험퍼딩크 역
- 조지 칼린 : 마법사 역
- 시고니 위버 : 프리다 역
- 마이클 맥쉐인 : 룸펠슈틸츠킨 역
- 존 폴리토 : 여우 1 역
- 존 디 마지오 : 난장이 1 / 난장이 2 / 거인 역
- 리사 캐플란 : 대모 요정 역
- 질 탤리 : 이복자매 2 / 마녀 2 / 아이 엄마
- 톰 케니 : 아미고 3 / 난장이 3 / 전령 / 여자 2
- 트레스 맥닐 : 마녀 1
- 롭 폴슨 : 아미고 2 역
- 필 프록터 : 아미고 1 역
- 캐스 소시 : 이복자매 1 / 아기 / 빨간 망토 역